# Чанга, Евгений Янович
Евгений Янович Ча́нга (23 октября 1920, Псковская губерния — 7 августа 1999, Рига) — латвийский советский артист балета и балетмейстер. Заслуженный деятель искусств Латвийской ССР (1956). Заслуженный деятель искусств Армянской ССР (1963).

## Биография
Родился 23 октября 1920 года. Член КПСС с 1953 года. В 1940 году окончил балетную школу при Рижском театре (педагог Х. Плуцис), в 1950 году — балетмейстерское отделение ГИТИСа. В 1940—1946 годах солист балета, в 1950—1961 годах — балетмейстер ГАТОБ Латвийской ССР, с 1961 в АрмАТОБ имени А. А. Спендиарова. В 1968—1977 годах — руководитель московского ансамбля «Балет на льду». С 1977 года преподавал в ГИТИСе. Скончался 7 августа 1999 года.

## Постановки
- 1950 — «Сакта свободы» А. П. Скулте (2-я редакция, 1955)
- 1951 — «Аленький цветочек» К. А. Корчмарёва; «Эсмеральда» Ц. Пуни
- 1952 — «Шурале» Ф. З. Яруллина
- 1953 — «Ромео и Джульетта»; «Золушка» — оба С. С. Прокофьева
- 1956 — «Корсар»; «Жизель» — оба А. Адана
- 1957 — «Стабурадзе» А. Я. Калниня
- 1960 — «Спартак» А. И. Хачатуряна
- 1961 — «Дон Кихот» Л. Ф. Минкуса
- 1962 — «Испанская девушка» («Болеро») М. Равеля
- 1965 — «Три хореографические поэмы» на музыку А. А. Спендиарова, А. А. Бабаджаняна и Э. С. Оганесяна.

## Награды и премии
- Орден «Знак Почёта» (03.01.1956).
- Заслуженный деятель искусств Латвийской ССР (1956).
- Заслуженный деятель искусств Армянской ССР (1963).
- Сталинская премия второй степени (1951) — за постановку балетного спектакля «Сакта свободы» А. П. Скулте (1950) на сцене ГАТОБ Латвийской ССР.
- Государственная премия Латвийской ССР (1958) — за постановку спектакля «Стабурадзе Калниня» (1957).